# Flora Azorica
Flora Azorica (abreviado Fl. Azor.) es un libro con ilustraciones y descripciones botánicas que fue escrito por el profesor, botánico, algólogo, briólogo y pteridólogo alemán, Moritz August Seubert. Fue editado en Bonn en el año 1844. 
Moritz August Seubert en su Flora azorica de 1844, valora críticamente los herbarios de Christian Ferdinand Friedrich Hochstetter y de su hijo, Karl Hofstetter. 